# Mushroom Records (Canadá)
Mushroom Records foi uma gravadora independente canadense fundada em 1974, na cidade de Vancouver, Colúmbia Britânica, com o apoio financeiro dos irmãos Wink e Dick Vogel, filhos do empresário e político Hunter Vogel. A banda americana de rock Heart, que lançou dois álbuns com a gravadora nos anos 1970, foi o mais notável artista do selo.
Mushroom lançou aproximadamente 15 LPs e 50 singles entre 1974 até 1980.